# Dinemasporium decipiens
Dinemasporium decipiens är en lavart som först beskrevs av De Not., och fick sitt nu gällande namn av Pier Andrea Saccardo 1881. Dinemasporium decipiens ingår i släktet Dinemasporium, ordningen kolkärnsvampar, klassen Sordariomycetes, divisionen sporsäcksvampar och riket svampar.   Inga underarter finns listade i Catalogue of Life.